# Chaetophractus nationi
O tatu-peludo-andino (Chaetophractus nationini) é um tatu presente na Bolivia, na região de Puna, nos departamentos de Oruro, La Paz e Cochabamba (Gardner,1993). Nowark (1991) descreve-o como distribuído na Bolivia e no norte do Chile. A recente publicação de Pacheco (1995) também localiza as espécies no Peru na região de Puno. Também pensam que está presente no norte da Argentina.